# Eois multistrigaria
Eois multistrigaria là một loài bướm đêm trong họ Geometridae.